# Regierung Verhofstadt II
Die belgische Regierung Verhofstadt II war vom 12. Juli 2003 bis zum 21. Dezember 2007 im Amt. Am 14. Juli 2003 sprach ihr die Abgeordnetenkammer das Vertrauen aus. Die Regierung bestand aus fünfzehn Ministern (Premierminister einbegriffen) und sechs Staatssekretären.
Diese zweite von Guy Verhofstadt (VLD) geführte Regierung setzte sich einerseits aus flämischen und frankophonen Liberalen (VLD und MR) und andererseits aus flämischen und frankophonen Sozialisten (sp.a und PS) zusammen. Sie erhielt den Namen „violette Regierung“ (ndl. paars, frz. violette) in Anlehnung an die Mischung zwischen blau und rot (den Farben der bildenden Parteien). Zudem wurde die Partei Spirit, die kleine Kartellpartnerin der sp.a und Splitterpartei der ehemaligen flämisch-nationalistischen Volksunie, an der Regierung beteiligt. 
Die Regierung Verhofstadt II war die Nachfolgerin der Regierung Verhofstadt I, die ihrerseits aus Liberalen, Sozialisten und Grünen zusammengestellt war (sogenannte „Regenbogen-Koalition“). Da die letztgenannten nach den Wahlen vom 18. Mai 2003 nicht mehr notwendig für die Bildung einer Mehrheit im Föderalen Parlament waren, beschlossen Liberale und Sozialisten, alleine die Regierung zu stellen. Die Regierung wurde nach 35 Tagen der Verhandlung gebildet.
Während ihrer Laufzeit wurden in der Regierung Verhofstadt II zwei Mal tiefgreifende personelle Veränderungen vorgenommen. Zuerst am 18. Juli 2004 nach den Regional- und Europawahlen, infolge derer der frankophone Liberale Louis Michel in die Europäische Kommission entsandt wurde und verschiedene Minister die Föderalregierung verließen, um den Regierungen der Gemeinschaften und Regionen beizutreten. Und daraufhin ein zweites Mal am 17. Oktober 2005 als der flämische Sozialist Johan Vande Lanotte zurücktrat, nachdem er zum Parteipräsidenten der sp.a gewählt wurde. Als scheidende Regierung verließen schließlich Armand De Decker und Rudy Demotte die Regierung, um ihr Amt als respektive Präsident des Senats und Ministerpräsident der Wallonischen Region anzutreten.
Bei den Wahlen vom 10. Juni 2007 verloren die Liberalen und Sozialisten ihre Mehrheit im Parlament. Die Regierung blieb jedoch offiziell bis Dezember 2007 als scheidende Regierung im Amt, da es dem damaligen designierten Regierungsbildner Yves Leterme (CD&V-N-VA) nicht gelang, eine neue Regierung aufzustellen. Am 21. Dezember 2007 bildete Guy Verhofstadt schließlich auf Wunsch des Königs die „Übergangsregierung“ Verhofstadt III, um das Land von der festgefahrenen Situation zu befreien, und löste somit offiziell die Regierung Verhofstadt II auf.

## Zusammensetzung
| Minister | Name | Partei      |
| --- | --- | ----------- |
| Premierminister | Guy Verhofstadt                                                                                             | VLD         |
| Vizepremierministerin, Ministerin für Justiz | Laurette Onkelinx                                                                                           | PS          |
| Vizepremierminister, Minister für Finanzen bis 18. Juli 2004: Minister für Finanzen | Didier Reynders                                                                                             | MR          |
| Vizepremierminister, Minister für den Haushalt und Verbraucherschutz bis 17. Oktober 2005: Vizepremierminister, Minister für den Haushalt und öffentliche Betriebe                                                    | Freya Van den Bossche bis 17. Oktober 2005: Johan Vande Lanotte                                             | sp.a        |
| Vizepremierminister, Minister für Inneres | Patrick Dewael                                                                                              | VLD         |
| Minister für auswärtige Angelegenheiten bis 18. Juli 2004: Vizepremierminister, Minister für auswärtige Angelegenheiten                                                                                               | Karel de Gucht bis 18. Juli 2004: Louis Michel                                                              | VLD MR      |
| Minister für Arbeit bis 18. Juli 2004: Minister für Arbeit und Pensionen | Peter Vanvelthoven bis 17. Oktober 2005: Freya Van den Bossche bis 18. Juli 2004: Frank Vandenbroucke       | sp.a        |
| Minister der Verteidigung | André Flahaut                                                                                               | PS          |
| Minister für Soziales, öffentliche Gesundheit und Europäische Angelegenheiten bis 20. Juli 2007: Minister für Soziales und öffentliche Gesundheit                                                                     | Didier Donfut bis 20. Juli 2007: Rudy Demotte                                                               | PS          |
| Minister für Wirtschaft, Energie, Außenhandel und Wissenschaftspolitik | Marc Verwilghen bis 18. Juli 2004: Fientje Moerman                                                          | VLD         |
| Minister für Mobilität bis 18. Juli 2004: Minister für Mobilität und Sozialwirtschaft | Renaat Landuyt bis 18. Juli 2004: Bert Anciaux                                                              | sp.a Spirit |
| Minister für das öffentliche Amt, soziale Integration, die Politik der Großstädte und Chancengleichheit bis 18. Juli 2004: Ministerin für den öffentlichen Dienst, soziale Integration und die Politik der Großstädte | Christian Dupont bis 18. Juli 2004: Marie Arena                                                             | PS          |
| Ministerin für Mittelstand, Landwirtschaft und Entwicklungszusammenarbeit vor 12. Juli 2007: Ministerin für Mittelstand und Landwirtschaft                                                                            | Sabine Laruelle                                                                                             | MR          |
| Minister für Umwelt und Pensionen neues Amt ab 18. Juli 2004 | Bruno Tobback                                                                                               | sp.a        |
| Minister für die Modernisierung der Finanzen und die Bekämpfung von Steuerhinterziehung bis 12. Juli 2007: Staatssekretär für die Modernisierung der Finanzen und die Bekämpfung von Steuerhinterziehung              | Hervé Jamar                                                                                                 | MR          |
| Minister für Entwicklungszusammenarbeit Amt ab 12. Juli 2007 aufgelöst und von Ministerin für Mittelstand und Landwirtschaft übernommen                                                                               | - bis 12. Juli 2007: Armand De Decker bis 18. Juli 2004: Marc Verwilghen                                    | - MR VLD    |
| Staatssekretäre | Name | Partei      |
| Staatssekretär für die Informatisierung des Staates Amt ab 17. Oktober 2005 aufgelöst | - bis 17. Oktober 2005: Peter Vanvelthoven                                                                  | - sp.a      |
| Staatssekretär für Europäische Angelegenheiten Amt ab 20. Juli 2007 aufgelöst | - bis 20. Juli 2007: Didier Donfut bis 18. Juli 2004: Frédérique Ries bis 12. Februar 2004: Jacques Simonet | - PS MR     |
| Staatssekretärin für die Organisation der Arbeit und das Wohlbefinden am Arbeitsplatz Amt ab 18. Juli 2004 aufgelöst                                                                                                  | - bis 18. Juli 2004: Anissa Temsamani                                                                       | - sp.a      |
| Staatssekretärin für nachhaltige Entwicklung und Sozialwirtschaft bis 18. Juli 2004: Ministerin für Umwelt, Verbraucherschutz und nachhaltige Entwicklung                                                             | Els Van Weert bis 18. Juli 2004: Freya Van den Bossche                                                      | Spirit sp.a |
| Staatssekretärin für Familien und Behinderte | Gisèle Mandaila Malamba bis 18. Juli 2004: Isabelle Simonis                                                 | MR PS       |
| Staatssekretär für administrative Vereinfachung | Vincent Van Quickenborne                                                                                    | VLD         |
| Staatssekretär für öffentliche Betriebe neues Amt ab 17. Oktober 2005 | Bruno Tuybens                                                                                               | sp.a        |